# Коктел
Коктел (енгл. cocktail) је смеша неколико супстанци, обично течних. Реч cocktail састављена је из два дела: cock („петао“) и tail („реп“). Коктел се може припремити од најмање две врсте различитих пића. У рецепту се могу препоручити три и више врста разних алкохолних и безалкохолних пића. Припремају се у шејкеру, чаши за коктел или директно у услужној чаши, а украшавају сламчицама и кишобранчићима. Коктели се веома разликују по регионима света, а многе веб странице објављују и оригиналне рецепте и сопствене интерпретације старијих и познатијих коктела.

## Историја
Прве мешавине пића које су записане припадају пићима Американ дринкс (енгл. American drinks). За појаву коктела највећи допринос дали су Џери Томас који је 1863. године први издао приручник за мешана пића и Хари Џонсон који 1868. године издаје своју прву књигу под називом Миксологија.
О пореклу речи „коктел“ се расправљало (видети одељак § Етимологија)). Први писани помен „коктела“ као напитка појавио се у Фамрерском кабинету 1803. у Сједињеним Државама. Прва дефиниција коктела као алкохолног пића појавила се три године касније у The Balance and Columbian Repository (Худсон, Њујорк) 13. маја 1806. Традиционално, састојци коктела су укључивали жестока пића, шећер, воду и пелинковац, међутим, ова дефиниција је еволуирала током 1800-их, да би укључила додатак ликера.
Коктели су наставили да се развијају и добијају популарност током 1900-их, а термин се на крају проширио на сва мешана пића. Године 1917, израз „коктел забава” сковала је госпођа Џулијус С. Волш млађа из Сент Луиса, Мисури. Пошто су вино и пиво били мање доступни током прохибиције у Сједињеним Државама (1920–1933), коктели на бази алкохола постали су популарнији због приступачности, након чега је уследио пад популарности током касних 1960-их. Почетком до средине 2000-их дошло је до успона културе коктела кроз стил миксологије који меша традиционалне коктеле и друге нове састојке.
У савременом свету и информатичком добу, рецепти за коктеле се широко деле онлајн на веб локацијама. Коктели и ресторани који их служе се често покривају и рецензирају у туристичким часописима и водичима. Неки коктели, као што су Мохито, Менхетн и Мартини, постали су главни производи у ресторанима и феномени поп културе.

## Употреба и сродни термини
Када мешано пиће садржи само дестиловано алкохолно пиће и миксер, као што је сода или воћни сок, то је хајбол. Многи од званичних коктела Међународног удружења бармена су овог типа. Када мешано пиће садржи само дестиловано жестоко пиће и ликер, то је дуо, а када се додаје крем или ликер на бази креме, то је трио. Додатни састојци могу бити шећер, мед, млеко, крем и разно биље.

## Етимологија
Порекло речи „коктел” је спорно. Прва забележена употреба коктела који се не односи на коњe налази се у новинама The Morning Post and Gazetteer у Лондону, Енглеска, 20. марта 1798. године.
Оксфордски речник енглеског језика наводи да реч потиче из САД. Прва забележена употреба коктела као напитка (вероватно безалкохолног) у Сједињеним Државама јавља се у Фармеровом кабинету, 28. априла 1803:
Попио чашу коктела—одличног за главу... Свративши код доктора нашао да је Бурнама — он је изгледао веома мудар — попио је још једну чашу коктела.
Прва дефиниција коктела за коју се зна да је алкохолно пиће јавила се у The Balance and Columbian Repository (Худсон, Њујорк) 13. маја 1806; уредник Хари Кросвел је одговорио на питање „Шта је коктел?“:
Кок-тел је стимулативно пиће, састављено од жестоких алкохолних пића било које врсте, шећера, воде и пелинковацa – вулгарно се назива огорчена праћка, и требало би да буде одлична изборна порција, утолико што чини да се срце окрепи и осмели, а у исто време да замути главу. Каже се, такође, да је од велике користи демократском кандидату: јер човек, прогутавши чашу тога, спреман је да прогута било шта друго.
Дејл Дегроф претпоставља да је реч еволуирала од француског coquetier, за чашу за јаја коју је Антоан А. Пешо, творац Пешоовог пелинковца, наводно користио да својим гостима служи мешавину коњака са малим додатком свог пелинковца.
Етимолог Анатоли Либерман подржава као „веома вероватну“ теорију коју је изнео Лафтман (1946), коју Либерман сумира на следећи начин:
Био је обичај да се поткрате репови коња који нису били расни [...] Звали су их коктел коњима, касније једноставно коктели. У ширем смислу, реч коктел је примењена на вулгарну, неваспитану особу подигнуту изнад свог положаја, заузимајући положај џентлмена, али дефицитарна у џентлменском узгоју. [...] Од значаја [у горе наведеном цитату из 1806.] је [...] помињање воде као састојка. [...] Лафтман је закључио да је коктел био прихватљиво алкохолно пиће, али разблажено, а не „чистокрвно“, нешто „подигнуто изнад свог положаја“. Отуда веома прикладна жаргонска реч која је раније коришћена за инфериорне коње и вајну господу.
Историчар коктела Дејвид Вондрич такође је спекулисао да је „коктел“ референца на корен ђумбира, праксу оживљавања старог коња помоћу чепића од ђумбира како би животиња „подигла реп и била жустра“.
Неколико аутора је изнело теорију да би „коктел“ могао бити искварен „коктел пива“.

## Развој
Постоји недостатак јасноће о пореклу коктела. Традиционално, коктели су били мешавина жестоких пића, шећера, воде и пелинковца. До 1860-их, међутим, коктел је често укључивао ликер.
Прва публикација водича за бармена који је укључивао рецепте коктела била је 1862. године – Како мешати пића; или, Бон Вивантов пратилац, од „професора” Џерија Томаса. Поред рецепата за пунчеве, сауере, слингове, коблере, шрабове, тодије, флипсе и разне друге мешане напитке било је 10 рецепата за „коктеле“. Кључни састојак који разликује коктеле од других пића у овом зборнику била је употреба пелинковца. Мешана пића популарна данас која су у складу са овим првобитним значењем „коктела”" укључују старински виски коктел, Сазерак коктел и Менхетн коктел.
Наведени састојци (алкохол, шећер, вода и пелинковац) одговарају састојцима старинског (енгл. Old Fashioned) коктела, који је настао као израз који су користили гости барова с краја 19. века да разликују коктеле направљене на „старомодни“ начин од новијих, сложенијих коктела.
У књизи рецепата из 1869. године Шоље за хлађење и укусна пића, Вилијама Терингтона, коктели су описани као:
Коктели су спојеви које су веома много користиле „ране птице” да ојачају унутрашњег човека, а и они који воле њихове утехе вруће и јаке.
Термин хајбол се појављује током 1890-их да разликује пиће састављено само од дестилованог алкохолног пића и миксера.
„Рецепти америчких и других ледених пића“, који су 1902. године објавили Фароу и Џексон, садрже рецепте за скоро два туцета коктела, од којих су неки и данас препознатљиви.
Прву „коктел забаву” икада сматра се да је приредила је Џулија С. Волш млађа из Сент Луиса, у држави Мисури, маја 1917. Волшова је позвала 50 гостију у свој дом у подне у недељу. Забава је трајала сат времена до сервирања ручка у 13 часова. Место овог првог коктела још увек стоји. Године 1924, Римокатоличка надбискупија Сент Луиса купила је Волшову вилу на булевару Линдел 4510 и од тада служи као резиденција локалног надбискупа.
Током прохибиције у Сједињеним Државама (1920–1933), када су алкохолна пића била илегална, коктели су се и даље илегално конзумирали у објектима познатим као спикизис. Квалитет пића који је био доступан током прохибиције био је много лошији него раније. Дошло је до преласка са вискија на џин, који не захтева старење и због тога се лакше производи илегално. Мед, воћни сокови и друге ароме служиле су за прикривање гадног укуса инфериорних пића. Слатке коктеле је било лакше попити брзо, што је важно питање када би у сваком тренутку могао да буде нападнут објекат. Пошто су вино и пиво били мање доступни, коктели на бази алкохолних пића заузели су своје место, чак и постали средишњи део нове коктел забаве.
Коктели су постали мање популарни крајем 1960-их и током 1970-их, све док се 1980-их нису поново појавили када је водка често замењивала оригинални џин у пићима као што је мартини. Традиционални коктели су почели да се враћају 2000-их, а средином 2000-их дошло је до ренесансе коктел културе у стилу који се обично назива миксологија која се ослања на традиционалне коктеле за инспирацију, али користи нове састојке и често сложене укусе.

## Терминологија
- Das или уштрцај = означава један нагли потез руком који се изводи из зглоба са боцом на којој мора бити постављен сипач или већ фабрички уграђени сипач.
- Dash - уштрцај = две до три капи
- 1 cl = 0.35 oz U.K. (енглески OZ)
- 1 oz U.K. - 2.84 cl
- Drop - капљица
- Teaspoon (tsp) - чајна кашика = 0.36 cl
- Barspoon (bsp) - барска кашика = 0.47 cl
- Dessertspoon (dsp) - дезертна кашика = 0.71 cl
- Tablespoon (tbs) = супена кашика = 1.42 cl
- Shot = 1 oz = 4.26 cl
- Split = 6.3 oz = 17.39 cl
- Cup = 8 oz = 22.72 cl
- Pint = 2 cups = 16 oz = 45.44 cl
- Quart = 4 cups = 32 oz = 90.88 cl
- Magnum = 52.8 oz = 150 cl
- Gallon = 4 quarts = 128 oz = 363.52 cl
- Fifth = Ознака за боцу вина или шампањца чија је запремина 75 cl